# Anna Jansz
Anna Jansz (auch: Anneken Jans, Anneke Jansz, Anneke Janszdr., Anneke Esaiasdochter, Anneken Jans uyt den Briel oder Anneke van Rotterdam; * 1509 oder 1510 in Brielle; † 24. Januar 1539 in Rotterdam, Niederlande) war eine Märtyrerin der Täuferbewegung. Sie verfasste das täuferische Posaunenlied.

## Leben

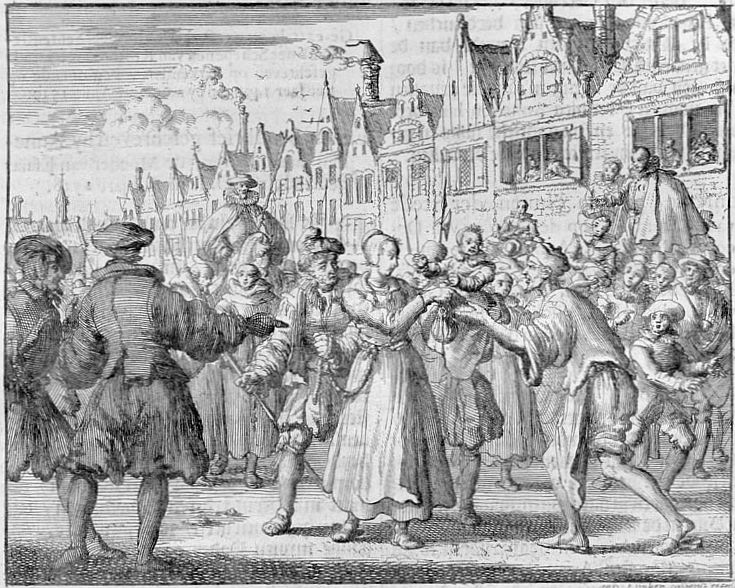
Anna Jansz auf dem Weg zur Hinrichtung, Darstellung aus dem Märtyrerspiegel 1685

Anna Jansz stammte aus einer wohlhabenden Familie aus Brielle, die auf der niederländischen Insel Putten lebte. Verheiratet war sie mit Arent Jansz. 
Ende 1533 gelangten Gerrit Boekbinder und Johann Bockelson, der spätere sogenannte König des Täuferreichs von Münster, nach Putten. Ihr Wirken führte zur Gründung einer Täufergemeinde. Im Februar oder März 1534 wurden Anna und Gerrit Jansz durch Meynaart van Emden, einen Anhänger Bockelsons, getauft. Sie muss zum Zeitpunkt ihrer Taufe 23 oder 24 Jahre alt gewesen sein. Nur kurze Zeit später setzte auf Putten eine Verfolgung der jungen Gemeinde ein. Zahlreiche Täufer flohen im Juni 1534 von der Insel. Unter ihnen war der Ehemann Annas, der nach England ins Exil ging. 
Anna Jansz blieb zurück. Bis zum Herbst 1538 konnte sie sich den Nachstellungen durch die Behörden entziehen und sogar anderen Täufern, darunter David Joris, in ihrem Haus vorübergehend Zuflucht gewähren. In dieser Zeit schrieb Jansz das sogenannte Posaunenlied „Ick hoorde de Basuyne blasen“. Das von der apokalyptisch-revolutionären Stimmung um den Aufstand von Münster und den Sturm auf das Amsterdamer Rathaus geprägt Lied hat den Charakter einer täuferischen Hymne, die den Gläubigen Erlösung und Befreiung aus der Unterdrückung verspricht, den Herrschenden jedoch ein blutiges Ende prophezeit.     
Im November 1538 machte sich Jansz durch das Singen eines täuferischen Liedes verdächtig. Sie wurde verhaftet, als Gefangene nach Rotterdam verbracht, dort gefoltert und schließlich zum Tode durch Ertränken verurteilt. Am 24. Januar 1539 soll sie auf dem Weg zu ihrer Hinrichtung demjenigen ihr gesamtes Erbe versprochen haben, der bereit sei, ihren 15 Monate alten Sohn zu adoptieren. Den Erzählungen nach meldete sich ein Bäcker und versprach, das Kind wie sein eigenes aufzuziehen. Anna Jansz Sohn Esaias de Lind wurde später Brauer und Bürgermeister von Rotterdam. Ihm galt auch Annas Geistliches Testament, das zusammen mit ihrem Posaunenlied in  David Joris’ Liedersammlung  Een Geesteliick Liedt-Boecken überliefert ist. Ihre Geschichte fand als 18. Lied Eingang in die täuferische Liedersammlung Ausbund und soll bereits wenige Monate nach dem Erscheinen des Gesangbuches auf den Straßen Hamburgs gesungen worden sein.

## Werke
- 1534–1536: Ick hoorde de Basuyne blasen[3] (Posaunenlied)
- 1536: Brief an David Joris